# Toray Pan Pacific Open 2013
Il Toray Pan Pacific Open 2013 è stato un torneo di tennis giocato sul cemento. È stata la 38ª edizione del Toray Pan Pacific Open, che fa parte della categoria Premier nell'ambito del WTA Tour 2013. Si è giocato all'Ariake Coliseum di Tokyo, in Giappone, dal 22 al 28 settembre 2013. Dall'anno prossimo questo torneo verrà anticipato in vista delle olimpiadi che disputeranno a Tokyo nel 2020 e che probabilmente saranno ospitate proprio in questo complesso di tennis.

## Partecipanti

### Teste di serie
| Giocatrice           | Nazionalità | Ranking* | Testa di serie |
| -------------------- | ----------- | -------- | -------------- |
| Viktoryja Azaranka   | Bielorussia | 2        | 1              |
| Agnieszka Radwańska  | Polonia     | 4        | 2              |
| Sara Errani          | Italia      | 6        | 3              |
| Caroline Wozniacki   | Danimarca   | 8        | 4              |
| Angelique Kerber     | Germania    | 9        | 5              |
| Jelena Janković      | Serbia      | 10       | 6              |
| Petra Kvitová        | Rep. Ceca   | 11       | 7              |
| Roberta Vinci        | Italia      | 12       | 8              |
| Sloane Stephens      | Stati Uniti | 13       | 9              |
| Carla Suárez Navarro | Spagna      | 14       | 10             |
| Ana Ivanović         | Serbia      | 16       | 11             |
| Samantha Stosur      | Australia   | 17       | 12             |
| Simona Halep         | Romania     | 18       | 13             |
| Kirsten Flipkens     | Belgio      | 20       | 14             |
| Sorana Cîrstea       | Romania     | 22       | 15             |
| Dominika Cibulková   | Slovacchia  | 23       | 16             |

* Ranking al 16 settembre 2012

### Altre partecipanti
Le seguenti giocatrici hanno ricevuto una wild card per il tabellone principale:
- Kurumi Nara
- Belinda Bencic
- Misaki Doi

Le seguenti giocatrici sono passate dalle qualificazioni:

- Casey Dellacqua
- Dar'ja Gavrilova
- Polona Hercog
- Paula Ormaechea
- Risa Ozaki
- Anastasija Rodionova
- María Teresa Torró Flor
- Barbora Záhlavová-Strýcová

## Campioni

### Singolare femminile
Petra Kvitová ha battuto in finale  Angelique Kerber con il punteggio di 6–2, 0–6, 6–3.
- È l'undicesimo titolo in carriera e il secondo dell'anno per la Kvitová.

### Doppio femminile
Cara Black /  Sania Mirza hanno sconfitto in finale  Chan Hao-ching /  Liezel Huber per 4–6, 6–0, [11–9].